# Лавова планета

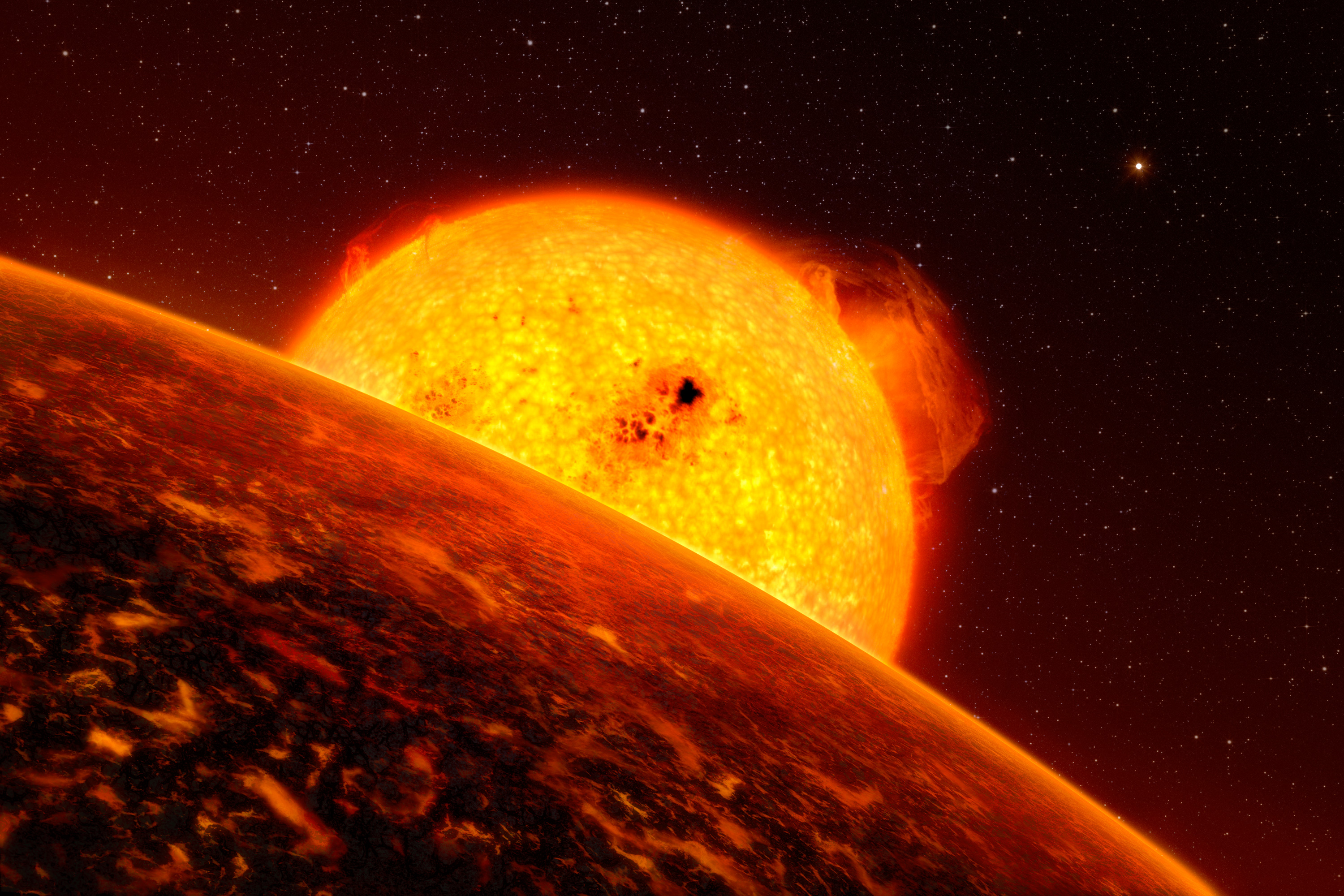
Уявлення художника про COROT-7b, ймовірну лавову екзопланету.

Лавова планета — гіпотетична планета земної групи, з поверхнею, здебільшого або повністю покритою розплавленою лавою. Ситуації, в яких такі планети можуть існувати, включають:
- молоду планету земної групи відразу після її утворення,
- планету, яка нещодавно перенесла зіткнення з великим тілом, або
- планету, що знаходиться на орбіті дуже близько до своєї зорі, розплавлену в результаті інтенсивного випромінювання зорі і дії припливних сил.

## Фактори
Лавові планети ймовірно обертаються дуже близько до своєї материнської зорі. У планет з ексцентричними орбітами, гравітація зорі буде періодично викривляти планету, в результаті чого тертя виробляє внутрішній жар. Це припливне нагрівання може розплавити камені в магму, яка потім вивергається крізь вулкани. Це буде схоже на супутник Іо, який обертаються близько до своєї батьківської планети Юпітера. Іо є найбільш геологічно активним тілом в Сонячній системі, з сотнями вулканічних центрів і великими потоками лави. Лавові планети, що обертаються дуже близько до своєї зорі, можливо, матимуть навіть більше вулканічної активності ніж Іо, тому деякі астрономи використовують термін супер-Іо. Ці «супер-Іо» екзопланети можуть нагадувати Іо з великим зосередженням сірки на їх поверхні, що пов'язано з безперервним активним вулканізмом.
Однак припливне нагрівання — не єдиний фактор формування лавової планети. На додаток до припливного нагрівання внаслідок орбіти, близької до зорі, інтенсивне зоряне випромінювання може розплавити поверхню кори прямо на лаву. Вся освітлена поверхня припливно заблокованої планети може бути покрита лавовими океанами, в той час як темна сторона, можливо, матиме озера лави, або навіть кам'яний дощ, викликаний конденсацією випаруваного каміння гарячої сторони. Маса планети також може бути фактором. Поява тектоніки плит на планетах земної групи пов'язана з планетарною масою, де більш масивні планети, ніж Земля, мають демонструвати тектоніку плит і, отже, більш інтенсивну вулканічну активність.
Протопланети, як правило, мають інтенсивну вулканічну активність в результаті великого внутрішнього жару одразу після формування, навіть відносно малі планети, що обертаються далеко від своїх материнських зірок. Лавові планети можуть також бути результатом гігантських зіткнень; вважається, що Земля коротко була лавовою планетою після зіткнення з космічним тілом розміром з Марс, яке сформувало Місяць.

## Кандидати
У Сонячній системі не існує лавових планет. а їх існування поза Сонячною системою залишається теоретичним. Кілька відомих екзопланет, ймовірно, є лавовими, враховуючи досить невелику масу, розмір і орбіту. Ймовірно, лавовими екзопланетами є COROT-7b, Kepler-10b, Альфа Центавра Bb і Кеплер-78b.

## Лавові планети у науковій фантастиці
Лавові планети зрідка присутні у науковій фантастиці. Приклади:
- планета Мустафар у франшизі «Зоряні війни», а саме фільмі «Зоряні війни. Епізод III: Помста ситхів». Мустафар — планета, чиє нагрівання було викликано припливними силами розташованих неподалік газових гігантів.
- планета Солар у грі «Star Fox 64».